# Ivan Nikitič Kononov
Ivan Nikitič Kononov rusky Кононов, Иван Никитич (2. dubna 1900 Novo-Nikolajevskaja - 15. září 1967 Adelaide) byl ruský kozácký velitel, který za druhé světové války změnil strany a bojoval v řadách wehrmachtu proti Rudé armádě.

## Mládí
Narodil se na kozácké stanici Novo-Nikolajevskaja v rodině kozáka. Jeho otec i matka byli oběšeni bolševiky v průběhu občanské války v Sovětském Rusku v roce 1918. Jeho tři bratři zahynuli také rukou bolševiků. Nejstarší bratr během občanské války, další dva v letech 1934-1937. Kononov se podle svých slov neúčastnil občanské války pro nemoc.

## Služba v Dělnicko-rolnické Rudé armádě

### Mírová léta
Při vstupu do Dělnicko-rolnické Rudé armády v březnu roku 1922 uváděl svůj rok narození 1906 a proletářský původ. Při službě absolvoval divizní školu a stal se nižším velitelem. Sloužil u 79. jízdního pluku, který se účastnil represivních opatření proti kozákům.
V letech 1927-1928 se stal velitelem čety 27. Bykadorovského jezdeckého pluku v sestavě 5. Stavropolské jezdecké divize ve vojenském okruhu Severní Kavkaz. V letech 1928-1931 byl velitel čety plukovní školy. V březnu až červnu 1930 se pluk podílel na potlačení rolnických nepokojů u Kurska, namířených proti kolektivizaci.
V roce 1927 se stal členem VKS(b). Podle ruských zdrojů se jím stal v roce 1929, dřívější letopočet zřejmě započítává i kandidaturu na členství. Následně v letech 1932-1934 vystřídal několik funkcí spojených s politickou prací v armádě.
V letech 1937-1938 studoval Frunzeho vojenskou akademii a poté nastoupil jako náčelník operačního štábu 2. jezdecké skupiny u Kyjevského vojenského okruhu.

### Druhá světová válka
V řadách sovětských sil se účastnil tažení do Polska v roce 1939, Zimní války v letech 1939-1940 a byl vyznamenán Řádem rudé hvězdy a Řádem rudého praporu. Po napadení Sovětského svazu 22. června 1941 se zúčastnil těžkých obranných bojů. Dne 22. srpna 1941 přešel na německou stranu poblíž Mogileva pod podmínkou, že jemu a jeho mužům bude umožněno bojovat proti komunismu v řadách wehrmachtu. Službu v sovětských silách zakončil v hodnosti majora.

## Služba ve wehrmachtu a zbraních SS
Protože formování kozáckých vojsk v rámci wehrmachtu bylo oficiálně povoleno OKW až na konci roku 1941, prozatím požádal na arménském oddělení abwehru o povolení zformovat dobrovolnický kozácký pluk, což mu bylo umožněno.
Začátkem roku 1942 se v rámci 88. pěší divize wehrmachtu zúčastnil bojových akcí proti partyzánům a výsadkářům obklíčeného sboru generálmajora P. A. Belova u Vjazmy, Polocka, Velikije Luki a ve Smolenské oblasti.
Po rozkazu Adolfa Hitlera ze dne 15. dubna 1942, který umožňoval nasadit kozácké útvary na protipartyzánské operace, se jednotka zformovala do 600. kozáckého praporu. V roce 1942 byl povýšen na podplukovníka wehrmachtu. Velitel týlových bezpečnostních sil Skupiny armád Střed, generál Maxmilián von Schenkendorff, ve svém deníku napsal o chování kozáků k místnímu obyvatelstvu, že je nemilosrdné.
V létě 1943 byla jednotka přeorganizována na 5. Donský kozácký pluk, 2. kozácké brigády, 1. kozácké divize wehrmachtu. Na podzim 1943 byl pluk přemístěn na území bývalé Jugoslávie, kde se účastnil protipartyzánských operací. Úkolem bylo udržovat železniční a silniční spojení s německým vojskem v egejské oblasti a střední Evropou.
V červenci 1944 byl Kononov povýšen do hodnosti plukovník wehrmachtu. Ve stejném roce byl vyznamenán Železným křížem 1. a 2. třídy, Řádem koruny krále Zvonimira. 26. prosince 1944 se 5. donský pluk Kononova a 6. terecký pluk 1. kozácké divize vyznamenaly v bitvě o obec Pitomača proti jednotkám 57. armády 3. ukrajinského frontu, kde sovětským silám uštědřily porážku. Koncem roku 1944 byla 1. kozácká divize převedena z wehrmachtu k Waffen-SS.
Během února a března 1945 se účastnil bojů proti sovětským a bulharským útvarům u řeky Drávy v rámci poslední německé ofenzívy v Podunají.

## Služba v ozbrojených silách Komitétu pro osvobození národů Ruska
Kononov byl na Kozáckém kongresu ve Virovitici 29. března 1945 zvolen náčelníkem štábu kozáckých vojsk, který zastupoval dočasného velitele von Pannwitze. Tento sjezd také rozhodl o připojení 15. kozácké skupiny k ROA generála Andreje Andrejeviče Vlasova. K 1. dubnu 1945 byl vrchním velitelem ozbrojených sil Komitétu osvobozených národů Ruska Vlasovem jmenován do hodnosti 
generálmajora. 20. dubna 1945 byl 15. kozácký jezdecký sbor oficiálně převeden z Waffen-SS do ozbrojených sil Komitétu pro osvobození národů Ruska, kde se stal 15. kozáckým sborem jeho ozbrojených sil.
Kononov byl v dubnu 1945 pověřen generálem Vlasovem jednat o připojení k ozbrojeným silám Komitétu pro osvobození národů Ruska s Kozáckým stanem v Itálii, který představoval velký ozbrojený svazek kozáckých sil nezávislý na Komitétu vedených atamanem Domanovem. Cesta se uskutečnila 16. dubna 1945 a měla odstranit dvojvládí v kozáckém hnutí. Generálmajor Konovov byl přijat s poctami, ale pokus o sjednocení ztroskotal hned v počátku.
V květnu 1945 byl zajat americkou armádou, v němž zůstal do roku 1946. Byl jediným generálem ROA, který se vyhnul vydání do Sovětského svazu.

## V emigraci
Po propuštění ze zajetí v letech 1946-1948 žil v Mnichově, podle ruských zdrojů ilegálně. Pokusil se být politicky aktivní a založil Všeemigrantské antikomunistické zahraniční sdružení. Tento pokus nebyl úspěšný, protože mezi většinou emigrantů neměl potřebnou autoritu. Na konci 40. let se přesunul do Austrálie, kde se usadil ve městě Adelaide. Sovětská tajná služba KGB ho hledala jako zrádce vlasti a v Austrálii byl údajně sledován. 15. září 1967 zahynul při autonehodě, o které se spekuluje, že to byla operace KGB. Podle životopisce K. Čerkasova Kononov zemřel po několika infarktech.